# Mahmut Baksi
Mahmut Baksi (ur. 16 września 1944 w Suphî, Batman, zm. 19 grudnia 2000 w Sztokholmie) – kurdyjski pisarz oraz dziennikarz.

## Życiorys
Karierę pisarską rozpoczynał w kurdyjskiej gazecie Batman Gazetesi, gdzie pracował od 1967. Rok później opublikował swoją pierwszą książkę zatytułowaną Mezra Botan. W międzyczasie angażował się w działalność tureckich związków zawodowych oraz był liderem Partii Pracujących Kurdystanu w regionie Batman. W 1970 skazano go na 15 lat więzienia za polityczne powiązania z kurdyjskimi nacjonalistami. Wtedy Baksi wyemigrował z Turcji do RFN. W 1971 przeprowadził się do Szwecji, gdzie otrzymał obywatelstwo. Tam również ożenił się z dziennikarką Elin Clason, która jest współautorką kilku jego książek.
Baksi napisał 22 książki, które zostały przetłumaczone na różne języki (m.in. duński, norweski, włoski, angielski). Swoje prace tworzył w języku kurdyjskim, tureckim i szwedzkim.
Zmarł 19 grudnia 2000 w Sztokholmie. Został pochowany w Diyarbakır, obok swoich rodziców. Chciał aby jego trumna była przykryta szwedzką flagą.

## Twórczość[1]
Wybrane publikacje:
- Mezra Botan (1968)
- Sadi Alkilic Davasi (1969)
- Vatandas Hakki (1970) – pierwsza książka opublikoana poza granicami kraju (Berlin)
- Türkiye’de Kürt sorunu (1971) – pierwsza książka opublikowana w Szwecji (Sztokholm)
- Kisaca Kürt tarihi (1972)
- Zozan – en kurdisk flicka (1978)
- Kamisli katliami (1981)
- Hêlîn (1984)
- Gundikê Dono (1988)
- Kürt gözüyle Yilmaz Güney (1994)
- Pojken från Garzanslätten (1995)
- Teyrê Baz, Huseyin Baybasin (1999)
- Serhildana Mala Eliyê Ûnis (2001)